# Eastleigh F.C.
Câu lạc bộ bóng đá Eastleigh là một câu lạc bộ bóng đá đến từ Eastleigh, Hampshire, Anh. Hiện tại đội thi đấu ở National League, cấp độ thứ 5 của bóng đá Anh, và chơi các trận sân nhà tại Ten Acres.

## Lịch sử

### Thành lập Wessex League (1946-1986)
Câu lạc bộ được thành lập vào ngày 22 tháng 5 năm 1946 bởi Derik Brooks và một nhóm bạn tại nhà chung Fleming Arms ở Swaythling, Southampton và ban đầu được gọi là Swaythling Athletic, sau đó đổi thành Swaythling. Câu lạc bộ đã bắt đầu chơi các trận đấu trên sân nhà trước tiên là tại Southampton Common và sau đó là 'Westfield' ở Swaythling. Năm 1950, đội tham gia Hampshire League. Để phù hợp với sự tiến bộ ban đầu, câu lạc bộ đã chuyển đến một sân mới tại Ten Acres vào năm 1957 - nơi vẫn là sân nhà của đội cho đến ngày nay. Năm 1980 câu lạc bộ được đổi tên thành Eastleigh. Eastleigh liên tục là một trong những đội mạnh hơn ở hạng cao nhất của Hampshire League, Division One, vào đầu những năm 1980 và họ đã đạt được vị trí cuối cùng cao nhất của mình là thứ 4 (ba lần: vào các năm 1982, 1984 và 1985.) Trận đấu đầu tiên của họ trong FA Cup đã chiến thắng 2-1 trước đội bóng của Southern League là Poole Town năm 1981. Đội tiếp tục đánh bại Melksham Town ở vòng tiếp theo trước khi chịu thất bại 2-4 trước một đội bóng khác của Southern League, Dorchester Town.

### Wessex League (1986-2002)
Năm 1986, đội được chấp nhận là một trong những thành viên sáng lập của Wessex League và cán đích ở vị trí thứ 8 trong mùa giải đầu tiên 1986-1987. Eastleigh F.C. đã không cán đích trong tốp 7 cho đến mùa giải 1995-96 khi cán đích ở vị trí thứ 4, lần đầu tiên trong 6 lần cán đích trong tốp 7 liên tiếp. Paul Doswell gia nhập câu lạc bộ vào năm 2002 với tư cách là người quản lý và giám sát ba lần thăng hạng liên tiếp.

### Thăng hạng (2002-2005)
Mùa giải 2002-03, đội vô địch Wessex League và được thăng hạng lên Division One East của Southern League. Sau khi đứng thứ 4 trong mùa giải đầu tiên, câu lạc bộ được thăng hạng do sự thành lập của Conference North và South lấy các câu lạc bộ từ giải hạng trên, và được chuyển đến Premier Division của Isthmian League.
Câu lạc bộ đã đứng thứ ba trong mùa giải đầu tiên ở Premier Division, đủ điều kiện tham dự trận play-off thăng hạng. Sau khi đánh bại Braintree Town 2-0 trong trận bán kết, đội đã được thăng hạng lên Conference South sau chiến thắng 2-1 trước Leyton trong trận chung kết. Câu lạc bộ cũng đã giành được Russell Cotes cup, khi đánh bại Gosport Borough 3-1 trong trận chung kết.

### Conference South (2005-2014)
Trận đấu đầu tiên của Eastleigh ở Conference South là trận thua Hayes 1-0. Eastleigh đã kết thúc mùa giải đầu tiên ở Conference South ở vị trí thứ tám đáng tin cậy. Đội suýt chút nữa đã có suất dự play-off ở mùa giải 2007-08, xếp thứ sáu sau thất bại ngày cuối cùng trước Thurrock (4-1). Ở mùa giải 2008-09, đội đứng thứ ba, nhưng để thua Hayes & Yeading United trong trận bán kết play-off mặc dù nắm lợi thế 4-0 ở lượt đi. Trong mùa giải 2009-10, Eastleigh lần đầu tiên lọt vào vòng Một Cúp FA và thua Barrow (2-1) trong gang tấc.
Quyền sở hữu của câu lạc bộ đã thay đổi vào cuối năm 2011. Vào ngày 26 tháng 11 năm 2011, sau một cuộc họp của hội đồng quản trị, người ta thông báo rằng một đề nghị từ Bridle Insurance Limited cho việc sở hữu phần lớn cổ phần của câu lạc bộ đã được các cổ đông hiện tại chấp nhận. Bridle Insurance sau đó là nhà tài trợ chính của Oxford United. Giám đốc điều hành Stewart Donald và giám đốc hoạt động Neil Fox đều sẽ tham gia hội đồng quản trị Eastleigh với tư cách là giám đốc, với Paul Murray vẫn giữ chức chủ tịch.
Việc tiếp quản của Bridle Insurance cuối cùng đã được xác nhận khi câu lạc bộ thông báo rằng công ty đã mua lại cổ phần của câu lạc bộ vào ngày 1 tháng 2 năm 2012. Vào ngày 23 tháng 3 năm 2012, chủ tịch Paul Murray từ chức. Murray đã chính thức từ chức chủ tịch khi câu lạc bộ được bán cho Bridle Insurance, nhưng vẫn ở lại câu lạc bộ với vai trò chủ tịch không điều hành. Mick Geddes sau đó được chỉ định làm người kế nhiệm.
Vào ngày 16 tháng 5 năm 2012, Eastleigh đã giành được chiếc cúp bạc đầu tiên của họ trong bảy năm, đánh bại Totton 2-0 trong trận chung kết  Hampshire Senior Cup.
Vào thứ Ba ngày 11 tháng 9 năm 2012, sau ba trận thua liên tiếp, trận cuối là thất bại 4-0 trên sân khách trước đội bóng mới lên hạng Billericay Town, câu lạc bộ ra thông báo, sau cuộc họp giữa huấn luyện viên Ian Baird và Stewart Donald, rằng Ian Baird sẽ ra đi với hiệu lực ngay lập tức. Người thay thế Baird được công bố vào ngày hôm sau là cựu huấn luyện viên của Stevenage Borough, Richard Hill. Hill cũng đã có những thời gian hỗ trợ John Gregory ở cả Wycombe Wanderers và QPR, và Brian Little ở Aston Villa. Ông cũng đã được làm trợ lý huấn luyện viên tại Gillingham, Tranmere Rovers và Northampton Town.
Eastleigh đã tiến gần đến việc lần đầu tiên thăng hạng lên Conference Premier trong mùa giải 2012-13, bằng cách lọt vào vòng play-off của Conference South thông qua vị trí thứ 4 trong giải đấu. Sau khi thua trận lượt đi bán kết trước Dover Athletic trên sân nhà với tỷ số 3-1, Eastleigh đã lật ngược điều này bằng chiến thắng 2-0 trên sân khách ở trận lượt về, để rồi trận đấu chuyển sang loạt luân lưu, với thất bại 4-2. Eastleigh đã vô địch Conference South trong mùa giải 2013-14, giành được danh hiệu trước hơn 1.500 khán giả vào ngày 18 tháng 4 năm 2014 khi đánh bại Basingstoke Town 2-1 và lần đầu tiên trong lịch sử câu lạc bộ được thăng hạng lên Conference Premier Mùa giải 2014-15.

### Conference Premier / National League (2014-nay)
Trận đấu đầu tiên của Eastleigh tại Conference Premier là chiến thắng 3-0 trước Nuneaton Town. Trận thứ hai là trận đầu tiên được truyền hình trực tiếp trên BT Sport; Eastleigh đánh bại Aldershot Town 1-0 với bàn thắng ấn định chiến thắng ở phút bù giờ. Mùa giải 2014-15 cũng chứng kiến sự xuất hiện lần thứ hai của Eastleigh ở vòng Một Cúp FA, và lần đầu tiên lọt vào Vòng Hai, khi đánh bại Lincoln City ở vòng Một với bàn thắng ở phút cuối. Eastleigh thất bại 2-1 trước Southport trong trận đấu đầu tiên tại vòng Hai Cúp FA. Eastleigh đã trải qua toàn bộ mùa giải đầu tiên của họ ở nửa trên của giải đấu và có chuỗi trận bất bại trên sân nhà cho đến khi bước sang năm mới. Khi phong độ sân nhà giảm sút thì phong độ sân khách của họ tăng vọt, câu lạc bộ đã giành được những chiến thắng trước Braintree, Chester và đáng chú ý nhất là Bristol Rovers, với tỉ số 2-1. Eastleigh lại xuất hiện trên truyền hình với chiến thắng thuyết phục 4-0 trên sân nhà trước Macclesfield. Eastleigh cuối cùng đã cán đích ở vị trí thứ 4 sau năm trận thắng liên tiếp, đỉnh điểm là chiến thắng 2-1 trên sân nhà trước Kidderminster trước đám đông kỷ lục 4.024. Vòng loại trực tiếp đã chứng minh là một cầu nối quá xa đối với Eastleigh,  bị đánh bại 2-1 tại Sân vận động Silverlake và 3-0 tại Blundell Park trước Grimsby Town với tổng tỉ số 1-5.
Sau khi chỉ giành được một điểm từ năm trận đấu, vào ngày 23 tháng 9 năm 2015, Richard Hill từ chức huấn luyện viên Eastleigh. Chris Todd nhanh chóng được bổ nhiệm làm huấn luyện viên tạm quyền, và sau ba chiến thắng từ bốn trận đấu, ông được xác nhận là huấn luyện viên mới vào ngày 15 tháng 10 năm 2015. Eastleigh đã có một phong độ tốt dưới thời Todd và vươn lên vị trí thứ ba trong bảng xếp hạng vào Giáng sinh. Trong khi đó, câu lạc bộ đã được phủ sóng toàn quốc với các kỳ tích Cúp FA. Eastleigh đi đến Crewe ở vòng 1 và đạt được trận giết khổng lồ đầu tiên của họ, nhờ chiến thắng 1-0 với quả phạt đền của Ben Strevens. Ở Vòng Hai, Eastleigh thắng 2-0 trước Stourbridge để có lần đầu tiên góp mặt ở vòng Ba. On 9 January, Eastleigh drew 1-1 with Bolton. Vào ngày 9 tháng 1, Eastleigh đã hòa 1-1 với Bolton. Trận đấu diễn ra sau nhiều đồn đoán rằng nó sẽ bị hoãn lại, và việc bán hết vé mang lại cho Eastleigh một kỉ lục số lượng khán giả mới, 5.025 người. Mười ngày sau, Eastleigh đến Bolton và thua 3-2, khi đã dẫn trước 1-0 nhờ pha lập công của Joe Partington. Khi Eastleigh rời FA Cup, phong độ giải đấu giảm sút và cuối cùng họ đứng thứ bảy, bỏ lỡ một suất dự play-off.
Chỉ sau bốn trận của mùa giải 2016-17, với việc Eastleigh đang mòn mỏi ở vị trí thứ 16, Chris Todd đã bị loại khỏi nhiệm vụ huấn luyện viên của Eastleigh. Ronnie Moore được bổ nhiệm và có chuỗi trận bất bại để bắt đầu thời gian ở Eastleigh. Vào ngày 4 tháng 10, Eastleigh đánh bại Maidstone với tỷ số 3-0 để vươn lên thứ 5 trong giải đấu sau khi vào cửa miễn phí cho tất cả mọi người, thu hút 4.114 người. Tuy nhiên phong độ của Eastleighs giảm sút và Ronnie Moore rời Eastleigh vào ngày 30 tháng 11 với những hoàn cảnh cá nhân được trích dẫn. Eastleigh đã nhanh chóng bổ nhiệm Martin Allen, người đã vô địch giải đấu cùng với Barnet vào năm 2015. Thật không may, Allen đã không thành công với Eastleigh và bị sa thải vào ngày 22 tháng 2 chỉ sau hai trận thắng trong 14 trận.
Trong khi Eastleigh gặp khó khăn ở giải đấu, họ lại thành công ở Cúp FA. Trận đấu vòng Một trên sân nhà với Swindon Town được BBC chọn để tường thuật trực tiếp, và Eastleigh đã hòa 1-1. Eastleigh thắng 3-1 tại County Ground.  Eastleigh một lần nữa cần một trận đá lại để đánh bại FC Halifax Town ở Vòng Hai với chiến thắng 2-0 tại the Shay sau khi hòa 3-3 tại Silverlake. Ở vòng thứ ba, Eastleigh hành quân đến Brentford, theo sau là một kỷ lục chưa từng có với gần 1.500 người hâm mộ. Eastleigh bị dẫn trước 5-1 trong hiệp một và thua trận với tỷ số 5-1.
Richard Hill đã được đưa vào làm giám đốc bóng đá và vào tháng 4 năm 2017 được công bố là huấn luyện viên mới của Eastleigh cho mùa giải 2017-18 với Andy Hessenthaler là trợ lý. Eastleigh đã có một khởi đầu không tốt cho mùa giải và vào ngày 18 tháng 12, Hessenthaler được bổ nhiệm làm huấn luyện viên với Hill chuyển sang làm giám đốc bóng đá. Eastleigh đã kết thúc mùa giải thứ 14, bỏ lỡ vị trí nửa trên trong năm thứ hai liên tiếp.
Mùa hè năm 2018 đã mang đến sự thay đổi trên sân cỏ khi Chủ tịch Stewart Donald rời sang đội bóng Sunderland của League One. Cổ phần của ông ở Eastleigh F.C. đã được chuyển giao cho Mark Jewell, Chủ tịch mới, và 3 giám đốc khác là Kenny Amor, Tom Coffey và Joanne Sprigg.
Vào tháng 10 năm 2018, sau 4 chiến thắng, huấn luyện viênr Andy Hessenthaler rời đi để gia nhập Dover Athletic. Ben Strevens được bổ nhiệm làm người quản lý mới. Một số phong độ tốt vào đầu năm 2019 đã góp phần giúp Eastleigh kết thúc mùa giải thứ 7 và lọt vào vòng loại trực tiếp. Eastleigh đã đối mặt với một trận hòa tại Wrexham và giành chiến thắng 1-0 trong hiệp phụ thông qua một pha lập công tuyệt vời của Danny Hollands. Trong trận bán kết, Eastleigh đã đến Salford. Trận đấu kết thúc 1-1 sau 120 phút. Eastleigh đã sớm dẫn trước trong loạt sút luân lưu nhưng cuối cùng thua 4-3 sau khi Chris Zebroski sút hỏng quả phạt đền quyết định.
Mùa giải 2019-2020 bị rút ngắn 9 trận do đại dịch COVID-19. Eastleigh đã dành phần lớn mùa giải ở giữa bảng, cuối cùng đứng thứ 16. Tuy nhiên ở Cúp FA, Eastleigh lại lọt vào vòng Hai, sau khi đánh bại Stoubridge ở vòng Một, Eastleigh đối mặt với Crewe trong một trận đấu trên truyền hình tại Silverlake. Eastleigh bị cầm hòa 1-1 sau bàn gỡ hòa muộn. Họ thua trận đá lại tại Crewe với tỷ số 3-1.

## Sân vận động
Eastleigh chuyển đến Ten Acres vào năm 1957 từ khu đất trước đây của họ, Đại lộ Walnut. Kỉ lục số của câu lạc bộ là 5.025 người cho trận đấu ở vòng Ba Cúp FA với Bolton Wanderers vào ngày 9 tháng 1 năm 2016.
Năm 1976, đèn pha được thêm vào Ten Acres.
Năm 2004, sau khi thăng hạng lên Isthmian League Premier Division, khán đài cũ bằng gỗ bị phá bỏ và khán đài mới 352 chỗ ngồi được xây dựng trên đường nửa sân trải dài chỉ dưới một phần ba sân. Phía sau cuối đường cao tốc là khán đài cứng có mái che: đây được đặt tên là Khán đài Silverlake. Năm 2006, mái nhà đã được mở rộng trên khán đài Silverlake để bao phủ toàn bộ chiều rộng của sân.
Cho đến năm 2006, khu vực đối diện khán đài chỉ còn là những cây linh sam cao sừng sững. Vào mùa hè năm 2006, một tấm lưng và mái che bằng kim loại đã được thêm vào, cùng với một bảng điểm điện tử trên nóc khán đài Premier Telecom.
Vào năm 2009, 150 chỗ ngồi đã được thêm vào giữa khán đài Silverlake để cho Eastleigh có đủ điểm cần thiết để thi đấu trong trận play-off Conference South.
Mặt sân, một lần nữa, đã được tái phát triển rộng rãi trong năm 2014. Hàng rào cạnh sân mới đã được lắp đặt sau những hư hại của hàng rào trước đó trong trận đấu giành chức vô địch của Eastleigh với Basingstoke. Khán đài phía Đông trước đây tại Sandy Park (sân nhà của Exeter Chiefs RFC) đã được xây dựng lại dọc theo mặt sân của Premier Telecom cũng như phía sau khung thành câu lạc bộ, cung cấp chỗ ở có mái che cho 2.000 khán giả. Vào ngày 2 tháng 12 năm 2014, khán đài phía Nam 2.290 chỗ ngồi mới hoàn thành đã được khai trương lần đầu tiên trong trận đấu Conference Premier gặp Dartford, với việc câu lạc bộ cho phép khán giả vào sân miễn phí để ăn mừng dịp này.
Vào đầu năm 2018, khán đài 352 chỗ đã được mở rộng thêm 550 chỗ để nâng sức chứa lên 900 chỗ. Điều này đã nâng công suất của Silverlake lên 5.500 chỗ.

## Màu sắc, biệt danh và linh vật
Màu sắc của Eastleigh là xanh lam và trắng. Đội thi đấu trong trang phục chủ yếu là áo màu xanh lam với viền trắng, quần đùi trắng và tất xanh.
Câu lạc bộ không có biệt danh chính thức cho đến năm 2005 khi một cuộc thi diễn ra giữa các cổ động viên và "Spitfires" của cổ động viên Mike Wimbridge được chọn. Máy bay Spitfire được chế tạo ở Southampton và bay lần đầu từ Sân bay Eastleigh, nay là Sân bay Southampton.
Sau khi câu lạc bộ có được biệt danh chính thức, câu lạc bộ đã có một linh vật bất thường, Sammy the Spitfire, là một con chó. Tuy nhiên, vào năm 2015, một linh vật mới đã được chọn, Gấu Brooksy, để vinh danh ông Derik Brooks, người đã thành lập câu lạc bộ vào năm 1946.

## Mối kình địch
Trong những ngày trước đó của Eastleigh tại Wessex League, họ đã đối đầu với Sholing Sports, Hamble cũng như với A.F.C. Totton, đội đã đánh bại họ 2-1 trong trận chung kết cúp Wessex League mùa giải 2002-2003. Khi Eastleigh vượt qua các giải đấu, đối thủ chính của họ trở thành Salisbury City đội mà họ đã có được chiến thắng 4-0 trong mùa giải 2003-04. Đội cũng có sự cạnh tranh với Havant & Waterlooville trong những năm gần đây, phần lớn bắt nguồn từ việc bổ nhiệm Ian Baird làm huấn luyện viên Eastleigh vào năm 2007.
Khi Eastleigh tham gia Conference đội để thua bất kì trận đấu nào với các đội trong vòng bán kính 40 dặm, nhưng thường xuyên diễn ra Derby Hampshire với Aldershot Town.

## Cựu cầu thủ
Trong số những cầu thủ đã chơi cho Eastleigh và tiếp tục chơi ở The Football League là:
- Will Aimson
- Mark Marshall
- Aaron Martin
- Damian Scannell
- Brett Williams
- Anton Robinson
- Harry Pell
- Jamie Turley
- Josh Payne
- Joe Partington
- Luke Coulson
- Mikael Mandron
- Bondz N'Gala
- Ryan Bird
- Mekhi Leacock-McLeod
- David Pipe
- Ben Close
- Tyler Garratt
- Hakeem Odoffin
- Callum Howe
- Samuel Matthews (cầu thủ bóng đá)
- Josh Hare
- Joey Jones
- Rob Atkinson

## Đội hình hiện tại
Tính đến 14 tháng 8 năm 2020
Ghi chú: Quốc kỳ chỉ đội tuyển quốc gia được xác định rõ trong điều lệ tư cách FIFA. Các cầu thủ có thể giữ hơn một quốc tịch ngoài FIFA.
| Số | VT | Quốc gia    | Cầu thủ        |
| -- | -- | ----------- | -------------- |
| 1  | TM | Anh         | Joe McDonnell  |
| 2  | HV | Wales       | Joe Partington |
| 3  | HV | Anh         | Michael Green  |
| 5  | HV | Bắc Ireland | Pierce Bird    |
| 6  | HV | Anh         | Andrew Boyce   |
| 8  | TV | Anh         | Jack Payne     |
| 10 | TĐ | Anh         | Tyrone Barnett |
| 11 | TV | Anh         | Sam Smart      |
| 12 | HV | Anh         | Callum Baughan |
| 13 | TM | Anh         | Ross Flitney   |
| 14 | TĐ | Anh         | Tom Bearwish   |

| Số | VT | Quốc gia     | Cầu thủ             |
| -- | -- | ------------ | ------------------- |
| 15 | HV | Anh          | Alex Wynter         |
| 16 | TV | Anh          | Ben Scorey          |
| 17 | TV | Jersey       | Cavaghn Miley       |
| 18 | TĐ | Scotland     | Ben House           |
| 19 | TV | Anh          | Danny Hollands      |
| 21 | TĐ | Anh          | Lewis Beale         |
| —  | HV | Anh          | Joe Tomlinson       |
| —  | TV | Sierra Leone | Abdulai Bell-Baggie |
| —  | TĐ | Anh          | Dan Smith           |

## Nhân viên không thi đấu
Theo trang web câu lạc bộ
- Chủ tịch Mark Jewell
- Giám đốc Điều hành Kenny Amor
- Operations Director Tom Coffey
- Giám đốc Tài chính Joanne Sprigg
- Directors Mick Geddes, Peter Vickery, Mick Budny, Alan Harding, Allen Prebble
- Life President Derik Brooks
- Huấn luyện viên Ben Strevens
- Trợ lý huấn luyện viên Jason Bristow
- Huấn luyện viên thủ môn Ross Flitney
- Giám đốc Học viện Luke Hardy
- Bác sĩ câu lạc bộ Dr Greg Warner & Dr Luke Summat

### Huấn luyện viên nổi bật
Danh sách này không đầy đủ, bạn cũng có thể giúp mở rộng danh sách.
| Tên                             | Quốc tịch | Từ                        | Đến                       | St  | T   | H   | B   | BT  | BB  | HS  | %Thắng | Danh hiệu |
| ------------------------------- | --------- | ------------------------- | ------------------------- | --- | --- | --- | --- | --- | --- | --- | ------ | --- |
| Jenner Brown                    | Anh       | 1982/83                   | 1983/84                   | TBC | TBC | TBC | TBC | TBC | TBC | TBC | TBC    | |
| Dick Donohoe                    | Anh       | 1984/85                   | 1986/87                   | TBC | TBC | TBC | TBC | TBC | TBC | TBC | TBC    | |
| Tony Noble                      | Anh       | 1987/88                   | 1989/90                   | TBC | TBC | TBC | TBC | TBC | TBC | TBC | TBC    | |
| Dave Saunders                   | Anh       | không rõ                  | June 1990                 | TBC | TBC | TBC | TBC | TBC | TBC | TBC | TBC    | |
| Don Gowans                      | Anh       | June 1990                 | Giữa mùa giải 1994-95     | TBC | TBC | TBC | TBC | TBC | TBC | TBC | TBC    | |
| Roger Sherwood                  | Anh       | Giữa mùa giải 1994-95     | 1996/97                   | TBC | TBC | TBC | TBC | TBC | TBC | TBC | TBC    | |
| Ray Light                       | Anh       | 1997/98                   | 1998/99                   | TBC | TBC | TBC | TBC | TBC | TBC | TBC | TBC    | |
| Derek Holloway                  | Anh       | 1999/2000                 | 2000/01                   | TBC | TBC | TBC | TBC | TBC | TBC | TBC | TBC    | |
| Trevor Parker                   | Anh       | TBC                       | November 2001             | TBC | TBC | TBC | TBC | TBC | TBC | TBC | TBC    | |
| John Diaper (Caretaker Manager) | Anh       | November 2001             | ngày 1 tháng 5 năm 2002   | TBC | TBC | TBC | TBC | TBC | TBC | TBC | TBC    | |
| Paul Doswell                    | Anh       | ngày 1 tháng 5 năm 2002   | ngày 4 tháng 12 năm 2006  | TBC | TBC | TBC | TBC | TBC | TBC | TBC | TBC    | Wessex League 2003, thứ 4 tại Southern League Eastern Division 2004 (thăng hạng), thắng play-off Isthmian league 2005, vô địch Russell Cotes cup |
| Jason Dodd                      | Anh       | ngày 4 tháng 12 năm 2006  | ngày 9 tháng 7 năm 2007   | 27  | 9   | 11  | 7   | 35  | 24  | +11 | 33.3%  | |
| David Hughes                    | Anh       | ngày 9 tháng 7 năm 2007   | ngày 3 tháng 10 năm 2007  | 11  | 6   | 0   | 5   | 16  | 15  | +1  | 54.5%  | |
| Ian Baird                       | Anh       | ngày 3 tháng 10 năm 2007  | ngày 11 tháng 9 năm 2012  | 255 | 118 | 50  | 87  | 452 | 370 | +82 | 46.3%  | Hampshire Senior Cup 2012 |
| Richard Hill                    | Anh       | ngày 12 tháng 9 năm 2012  | ngày 23 tháng 9 năm 2015  | 160 | 88  | 27  | 45  | 290 | 200 | +90 | 55%    | Vô địch Conference South 2014 |
| Chris Todd (Caretaker)          | Wales     | ngày 23 tháng 9 năm 2015  | ngày 15 tháng 10 năm 2015 | 4   | 3   | 0   | 1   | 8   | 7   | +1  | 75%    | |
| Chris Todd                      | Wales     | ngày 15 tháng 10 năm 2015 | ngày 17 tháng 8 năm 2016  | 42  | 18  | 11  | 13  | 55  | 47  | +8  | 42.9%  | |
| Ben Strevens (Caretaker)        | Anh       | ngày 17 tháng 8 năm 2016  | ngày 22 tháng 8 năm 2016  | 1   | 0   | 1   | 0   | 0   | 0   | 0   | 0%     | |
| Ronnie Moore                    | Anh       | ngày 22 tháng 8 năm 2016  | ngày 30 tháng 11 năm 2016 | 22  | 11  | 7   | 4   | 40  | 22  | +18 | 50%    | |
| Martin Allen                    | Anh       | ngày 1 tháng 12 năm 2016  | ngày 22 tháng 2 năm 2017  | 15  | 2   | 5   | 8   | 16  | 28  | −12 | 13%    | |
| Richard Hill                    | Anh       | ngày 22 tháng 2 năm 2017  | ngày 17 tháng 12 năm 2017 | 41  | 11  | 14  | 16  | 51  | 63  | −12 | 27%    | |
| Andy Hessenthaler               | Anh       | ngày 18 tháng 12 năm 2017 | ngày 8 tháng 10 năm 2018  | 39  | 15  | 8   | 16  | 48  | 63  | -15 | 38%    | |
| Ben Strevens (Caretaker)        | Anh       | ngày 8 tháng 10 năm 2018  | ngày 5 tháng 11 năm 2018  | 5   | 1   | 2   | 2   | 4   | 5   | -1  | 20%    | |
| Ben Strevens                    | Anh       | ngày 5 tháng 11 năm 2018  | nay                       | 80  | 33  | 22  | 25  | 119 | 115 | +4  | 41%    | |

Tính đến 17:17 20 tháng 3 năm 2020

## Lịch sử giải đấu và cúp
Các bản ghi trước đó có thể được tìm thấy tại http://www.fchd.info/EASTLEIG.HTM
| Mùa giải | Giải đấu                                  | Cấp độ | St | T  | H  | B  | BT  | BB | HS  | Đ   | Thứ hạng                       | Khán giả trung bình 1 | Cúp FA | FA Trophy | Vua phá lưới                         |
| -------- | ----------------------------------------- | ------ | -- | -- | -- | -- | --- | -- | --- | --- | ------------------------------ | --------------------- | ------ | --------- | ------------------------------------ |
| 1994-95  | Wessex League                             | 8      | 42 | 14 | 9  | 19 | 66  | 73 | −7  | 51  | thứ 14 trên 22                 |                       | PR     | -         |                                      |
| 1995-96  | Wessex League                             | 8      | 40 | 21 | 13 | 6  | 83  | 50 | +33 | 76  | thứ 4 trên 21                  |                       | PR     | -         |                                      |
| 1996-97  | Wessex League                             | 8      | 40 | 19 | 8  | 13 | 71  | 56 | +15 | 65  | thứ 7 trên 21                  |                       | PR     | -         |                                      |
| 1997-98  | Wessex League                             | 8      | 38 | 20 | 11 | 7  | 74  | 31 | +43 | 71  | thứ 4 trên 20                  |                       | PR     | -         |                                      |
| 1998-99  | Wessex League                             | 8      | 38 | 22 | 8  | 8  | 69  | 43 | +26 | 74  | thứ 4 trên 20                  |                       | PR     | -         |                                      |
| 1999-00  | Wessex League                             | 8      | 40 | 20 | 8  | 12 | 67  | 46 | +21 | 68  | thứ 7 trên 21                  |                       | 1Q     | -         |                                      |
| 2000-01  | Wessex League                             | 8      | 44 | 23 | 10 | 11 | 87  | 48 | +39 | 79  | thứ 7 trên 23                  |                       | PR     | -         |                                      |
| 2001-02  | Wessex League                             | 8      | 44 | 18 | 9  | 17 | 91  | 71 | +20 | 63  | thứ 13 trên 23                 |                       | 2Q     | -         |                                      |
| 2002-03  | Wessex League                             | 8      | 42 | 32 | 7  | 3  | 115 | 32 | +83 | 103 | thứ 1 trên 22 Thăng hạng       |                       | 2Q     | -         |                                      |
| 2003-04  | Southern Football League Eastern Division | 7      | 42 | 27 | 4  | 11 | 88  | 40 | +48 | 82  | thứ 4 trên 22                  | 252                   | PR     | R2        | TBC                                  |
| 2004-05  | Isthmian League Premier Divisiona         | 7      | 42 | 22 | 13 | 7  | 84  | 49 | +35 | 79  | thứ 3 trên 22 Thăng hạng       | 338                   | 3Q     | R1        | TBC                                  |
| 2005-06  | Conference South                          | 6      | 42 | 21 | 3  | 18 | 65  | 58 | +7  | 66  | thứ 8 trên 22                  | 416                   | 2Q     | 3Q        | TBC                                  |
| 2006-07  | Conference South                          | 6      | 42 | 11 | 15 | 16 | 48  | 53 | −5  | 48  | thứ 15 trên 22                 | 710                   | 3Q     | 3Q        | Andy Forbes 24 (giải quốc nội)       |
| 2007-08  | Conference South                          | 6      | 42 | 19 | 10 | 13 | 76  | 62 | +14 | 67  | thứ 6 trên 22                  | 710                   | 4Q     | R2        | Andy Forbes 26 (giải quốc nội)       |
| 2008-09  | Conference South                          | 6      | 42 | 25 | 8  | 9  | 69  | 49 | +20 | 83  | thứ 3 trên 22 Bán kết play-off | 723                   | 3Q     | 3Q        | Tony Taggart 15 (giải quốc nội)      |
| 2009-10  | Conference South                          | 6      | 42 | 17 | 9  | 16 | 71  | 66 | +5  | 60  | thứ 11 trên 22                 | 543                   | R1     | 3Q        | Richard Gillespie 18 (giải quốc nội) |
| 2010-11  | Conference South                          | 6      | 42 | 22 | 6  | 14 | 74  | 53 | +21 | 72  | thứ 8 trên 22                  | 537                   | 4Q     | R3        | Jamie Slabber 25 (giải quốc nội)     |
| 2011-12  | Conference South                          | 6      | 42 | 15 | 9  | 18 | 57  | 63 | −6  | 54  | thứ 12 trên 22                 | 548                   | 3Q     | 3Q        | Jamie Slabber 11                     |
| 2012-13  | Conference South                          | 6      | 42 | 22 | 6  | 14 | 79  | 61 | +18 | 72  | thứ 4 trên 22 Bán kết play-off | 593                   | 3Q     | 3Q        | Jai Reason 19                        |
| 2013-14  | Conference South                          | 6      | 42 | 26 | 8  | 8  | 71  | 40 | +31 | 86  | thứ 1 trên 22 Thăng hạng       | 707                   | 3Q     | QF        | Craig McAllister 15                  |
| 2014-15  | Conference Premier                        | 5      | 46 | 24 | 10 | 12 | 87  | 61 | +26 | 82  | thứ 4 trên 24 Bán kết play-off | 1,752                 | R2     | R1        | Constable 19                         |
| 2015-16  | Conference Premier                        | 5      | 46 | 21 | 12 | 13 | 64  | 53 | +11 | 75  | thứ 7 trên 24                  | 2,014                 | R3     | R2        | Constable 17                         |
| 2016-17  | National League                           | 5      | 46 | 14 | 15 | 17 | 56  | 63 | −7  | 57  | thứ 15 trên 24                 | 2.246                 | R3     | R1        | Mandron 15                           |
| 2017-18  | National League                           | 5      | 46 | 13 | 17 | 16 | 65  | 72 | -7  | 56  | thứ 14 trên 24                 | 1,959                 | 4Q     | R1        | Zebroski & Williamson 10             |
| 2018-19  | National League                           | 5      | 46 | 22 | 8  | 16 | 62  | 63 | -1  | 74  | thứ 7 trên 24                  | 1,830                 | 4Q     | R1        | McCallum 27                          |
| 2019-20  | National League                           | 5      | 0  | 0  | 0  | 0  | 0   | 0  | 0   | 0   | trên 24                        | -                     | TBC    | TBC       | TBC                                  |

Cập nhật gần đây nhất: 13:09, 6 tháng 5 năm 2019
a: Chuyển đến Isthmian Premier League sau khi cải tổ hệ thống non league

## Các mùa giải trước
- Eastleigh F.C. mùa giải 2012-13
- Eastleigh F.C. mùa giải 2018-19

## Kỉ lục câu lạc bộ
- Vua phá lưới - Andy Forbes - 146[57]

(tính điến 15.00, 28 tháng 4 năm 2012)

### Cầu thủ có số lần ra sân nhiều nhất
Chỉ tính các trận thi đấu. Sau ngày 14 tháng 3 năm 2020, trận đấu với Notts County 
Danh sách này không đầy đủ, bạn cũng có thể giúp mở rộng danh sách.
| #  | Tên             | Quốc tịch | Vị trí               | Sự nghiệp Eastleigh | Số trận | Bàn thắng |
| -- | --------------- | --------- | -------------------- | ------------------- | ------- | --------- |
| 1  | Ian Knight      | Anh       | Hậu vệ trái          | 1975-91             | 599     | 12        |
| 2  | Keith Cooper    | Anh       | Hậu vệ biên/Trung vệ | 1974-86             | 574     | 5         |
| 3  | Johnny Williams | Anh       | Không rõ             | Không rõ            | 449     | 3         |
| 4  | Bill Ragan      | Anh       | Không rõ             | Không rõ            | 428     | 10        |
| 5  | Terry Rawlins   | Anh       | Không rõ             | Không rõ            | 374     | 27        |
| 6  | Michael Green   | Anh       | Hậu vệ biên/Trung vệ | 2009-               | 373     | 6         |
| 7  | Mel Davolls     | Anh       | Hậu vệ biên/Trung vệ | Không rõ            | 372     | 6         |
| 8  | Frank Mew       | Anh       | Tiền đạo             | 1946-60             | 370     | 100       |
| 9  | Malcolm Harris  | Anh       | Thủ môn              | 1969-81             | 351     | 0         |
| 10 | Barry Joslin    | Anh       | Không rõ             | 1982-90             | 343     | 4         |

## Cầu thủ xuất sắc nhất mùa giải
| Mùa giải | Người chiến thắng                 |
| -------- | --------------------------------- |
| 2005-06  | Daniel Smith                      |
| 2006-07  | Andy Forbes                       |
| 2007-08  | Andy Forbes                       |
| 2008-09  | Warren Goodhind                   |
| 2009-10  | Richard Gillespie                 |
| 2010-11  | Jamie Slabber                     |
| 2011-12  | Jamie Slabber                     |
| 2012-13  | Glen Southam                      |
| 2013-14  | Ben Strevens                      |
| 2014-15  | Ross Flitney                      |
| 2015-16  | Joe Partington                    |
| 2016-17  | Michael Green                     |
| 2017-18  | Samuel Matthews (cầu thủ bóng đá) |
| 2018-19  | Alex Wynter                       |

## Danh hiệu
- Conference South
  - Vô địch Conference South: 2013-14
- Wessex League
  - Vô địch Premier Division: 2002-03
- Hampshire League
  - Vô địch Division Two: 1967-70
  - Vô địch Division Three: 1950-51, 1953-54
- Southampton Senior League (West)
  - Vô địch: 1949-50
- Russell Cotes Cup
  - Vô địch: 2005
  - Á quân: 2006
- Hampshire Intermediate Cup
  - Vô địch: 1951
- Hampshire Midweek Floodlit Cup
  - Vô địch: 1979
- Hampshire Senior Cup
  - Vô địch: 2012[68]
- Wessex League Cup[69]
  - Á quân: 2002-03